# أحمد العسيف
أحمد ميرزا العسيف مواليد 26 مايو 1994 في ، السعودية، هو لاعب كرة قدم سعودي.
لعب سابقاً مع نادي الترجي ونادي الحائط.